# Mesobola spinifer
Mesobola spinifer är en fiskart som först beskrevs av Bailey och Matthes, 1971.  Mesobola spinifer ingår i släktet Mesobola och familjen karpfiskar. IUCN kategoriserar arten globalt som livskraftig. Inga underarter finns listade i Catalogue of Life.